# Naam-van-Jezuskerk
De Naam-van-Jezuskerk (Duits: Namen-Jesu-Kirche) is een oudkatholiek kerkgebouw in de Duitse stad Bonn. De kerk is eigendom van de overheid van de deelstaat Noordrijn-Westfalen en wordt door de oudkatholieke kerk gebruikt als kathedraal en stadskerk.

## Geschiedenis

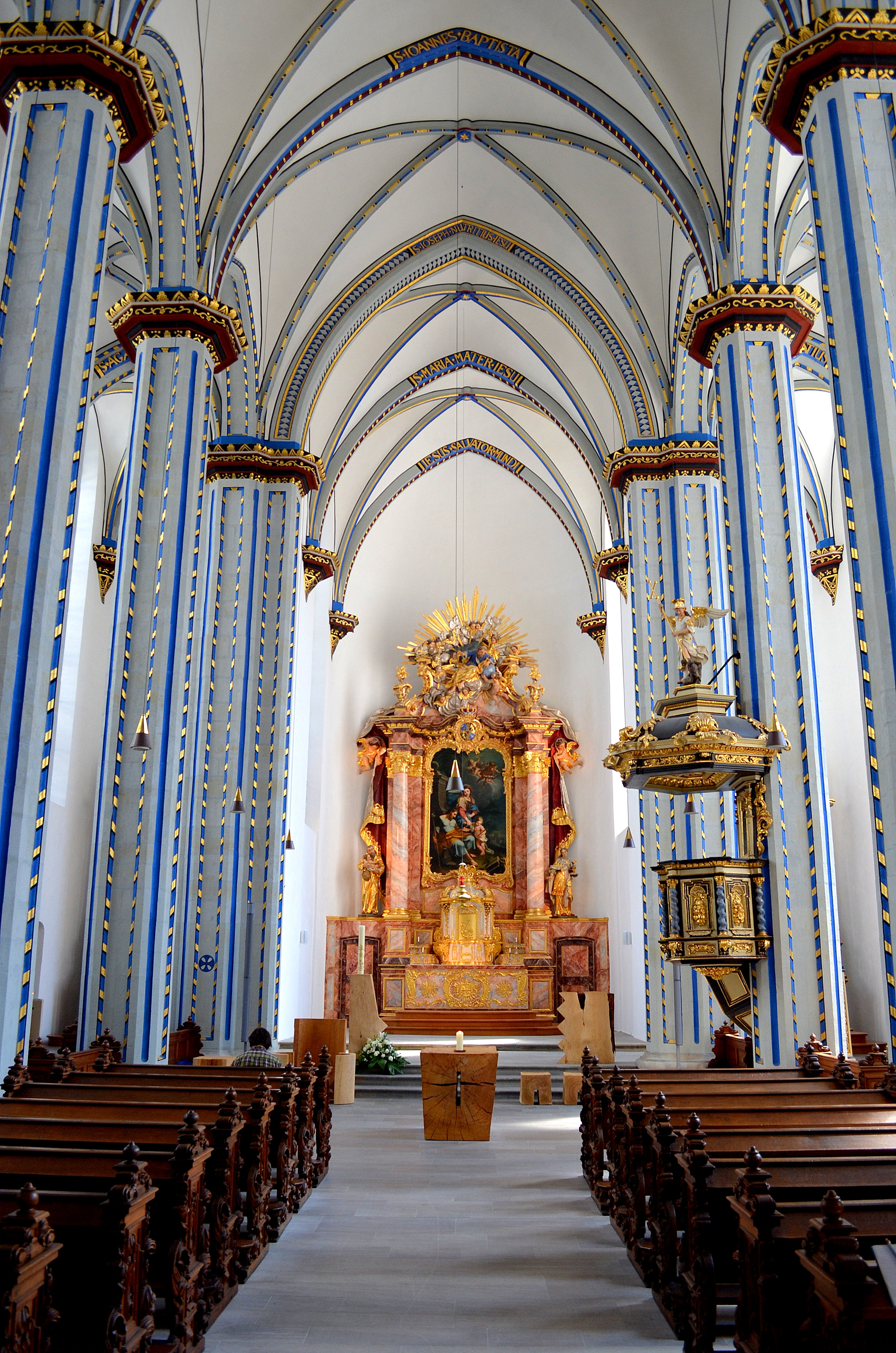
Middenschip

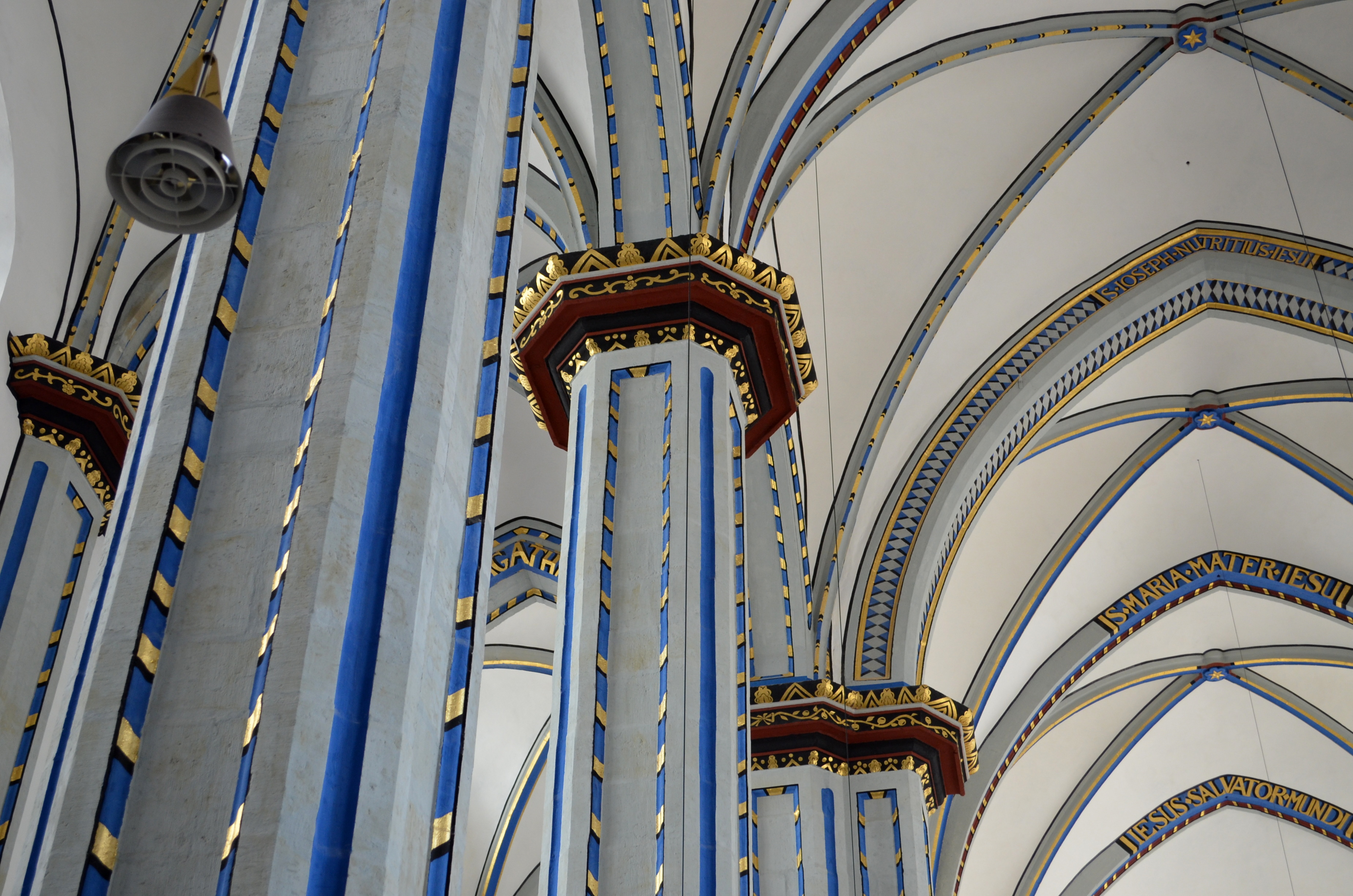
Gewelven

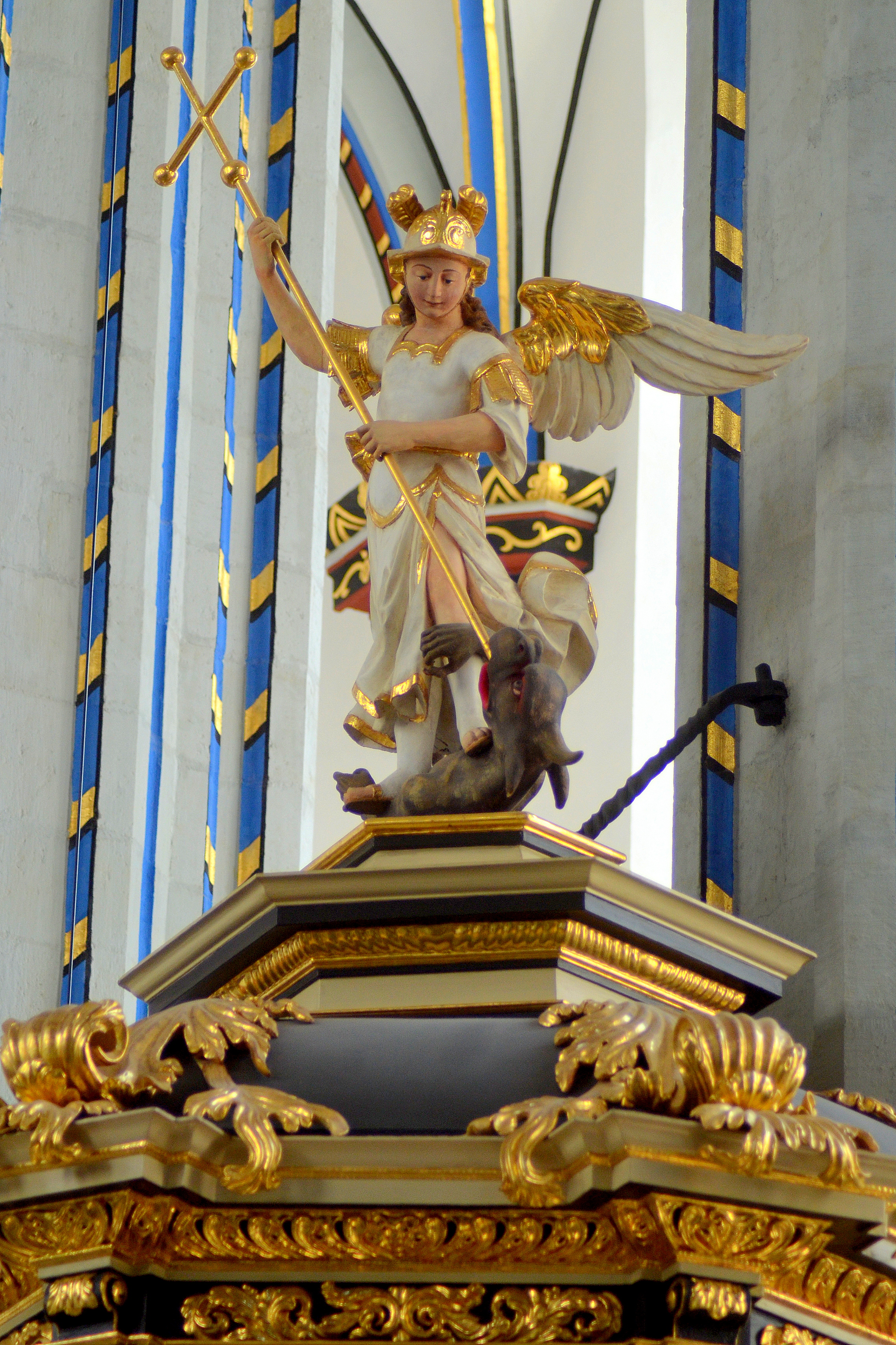
Beeld op het klankbord van de kansel

De vondst van een stuk beukenhout met daarop de naam van Jezus (IHS) was de aanleiding voor keurvorst van Keulen en aartsbisschop Maximiliaan Hendrik van Beieren een kerk ter ere van de wonderbare naam te bouwen voor de jezuïeten te Bonn.
De eerstesteenlegging van de kerk vond plaats op 14 september 1686. Tijdens de Negenjarige Oorlog (1688-1697) werd de kerk op 24 juli 1689 door mortieraanvallen ernstig beschadigd. In hetzelfde jaar werden de jezuïeten door de Fransen met geweld de stad uit verdreven omdat ze ervan werden verdacht te heulen met de keurvorst Josef Clemens van Beieren en weigerden vrijwillig te vertrekken. Nadat de Fransen werden verjaagd keerden de jezuïeten terug en werden de bouwwerkzaamheden rond 1692 hervat. De voltooiing van de kerk was in 1698. In de daaropvolgende jaren werd de kerk voorzien van inrichting. Met de plaatsing van hoogaltaar, zijaltaren en biechtstoelen in 1704 was ook het interieur compleet. De kerkwijding vond in het jaar 1717 door keurvorst en aartsbisschop Jozef Clemens van Beieren plaats.
Na het vertrek van de jezuïeten in het jaar 1774 stond het gebouw leeg. In de Franse tijd werd een groot deel van het interieur vernietigd. Het gebouw werd onttrokken aan de eredienst, onteigend en gebruikt als paardenstal en onderkomen voor de soldaten. Sindsdien is het gebouw in het bezit van de overheid.
In 1803 werden er vanuit een afgebroken Capucijnerkerk weer altaren geplaatst. Van 1877-1934 diende het gebouw als parochiekerk van de oudkatholieke gemeente van Bonn. Daarna werd de kerk als rooms-katholieke universiteitskerk gebruikt, waarin ook de toenmalige theologieprofessor Joseph Aloisius Ratzinger tot begin jaren 60 preekte.
In 1944 werd de kerk zwaar beschadigd door bombardementen op de stad. Het herstel van de kerk vond vanaf 1949 plaats.
Ten slotte werd de kerk gebruikt voor de erediensten van de Katholieke Hogeschool.
In 2007 besloot het bisdom van Keulen de gebruiksovereenkomst met de overheid te beëindigen. De kerk moest worden gerenoveerd en bovendien stonden er voor de rooms-katholieke gemeenschap van de Bonner binnenstad nog eens drie grote kerken ter beschikking.
In augustus 2010 werd begonnen met een omvangrijke renovatie van de kerk.
De Stiftung Namen-Jesu-Kirche zorgt sinds 2009 voor het onderhoud van de kerk en stelt de kerk ter beschikking aan de oudkatholieke kerkgemeenschap. Sinds 2011 gebruikt de oudkatholieke gemeenschap de kerk als kathedraal.

## Architectuur
De kerk werd gebouwd in de stijl van wat men in het Duits nachgotik noemt. Bij nachgotik bedoelt men het toepassen van de gotische stijl buiten de eigenlijke stijlperiode van de gotiek. De voorgevel van de kerk is onmiskenbaar barok. Boven het portaal bevindt zich een wapenschild en het inschrift:
A PATROVO ERECTVM NEPOS DICAVIT
(door de oom opgericht, door de neef gewijd).
Het chronogram geeft het jaar van de wijding aan: VCVMDICVI = MDCCVVVII = 1717. Het monogram van Christus IHS heeft betrekking op het patrocinium.
De 53 meter hoge torens hebben romaanse dubbelvensters en barokke torenhoofden. De kerk heeft vier klokken, waarvan drie klokken recent zijn gegoten. Eén klok is een zogenaamde brandklok en dateert van 1535.
Treedt men de drieschepige kerk binnen, dan overheerst met de kruisribgewelven en gotische vensters de gotische stijl. De inrichting van de kerk is daarentegen echter een mengeling van barok en modern.

## Grafkelder
Onder de kerk bevindt zich een crypte. Hier bevinden zich de graven van 65 jezuïeten. De ruimte wordt in de toekomst gebruikt voor de bijzetting van urnen.

## Inrichting
- De kansel uit 1698 is het enige oorspronkelijke meubelstuk van de kerk. Boven het klankbord van de kansel bevindt zich een beeld van de aartsengel Michaël;
- Het barokke hoogaltaar met een schilderij van de Heilige Familie van Bartholomäus Dierix dateert van 1755;
- De voor een jezuïetenkerk typerende biechtstoelen stammen uit het midden van de 18e eeuw;
- Het altaar, ambo, paaskandelaar en het gestoelte zijn van de hand van de Duitse kunstenaar Klaus Simon en in 2011 gemaakt van een 300-jaar oude eik die was omgevallen in een naburig gelegen bos;
- Het orgel werd in 1954 door het Bonner orgelbedrijf Johannes Klais geplaatst, nadat het oude orgel wegens oorlogsschade in 1951 was verwijderd.

## Afbeeldingen

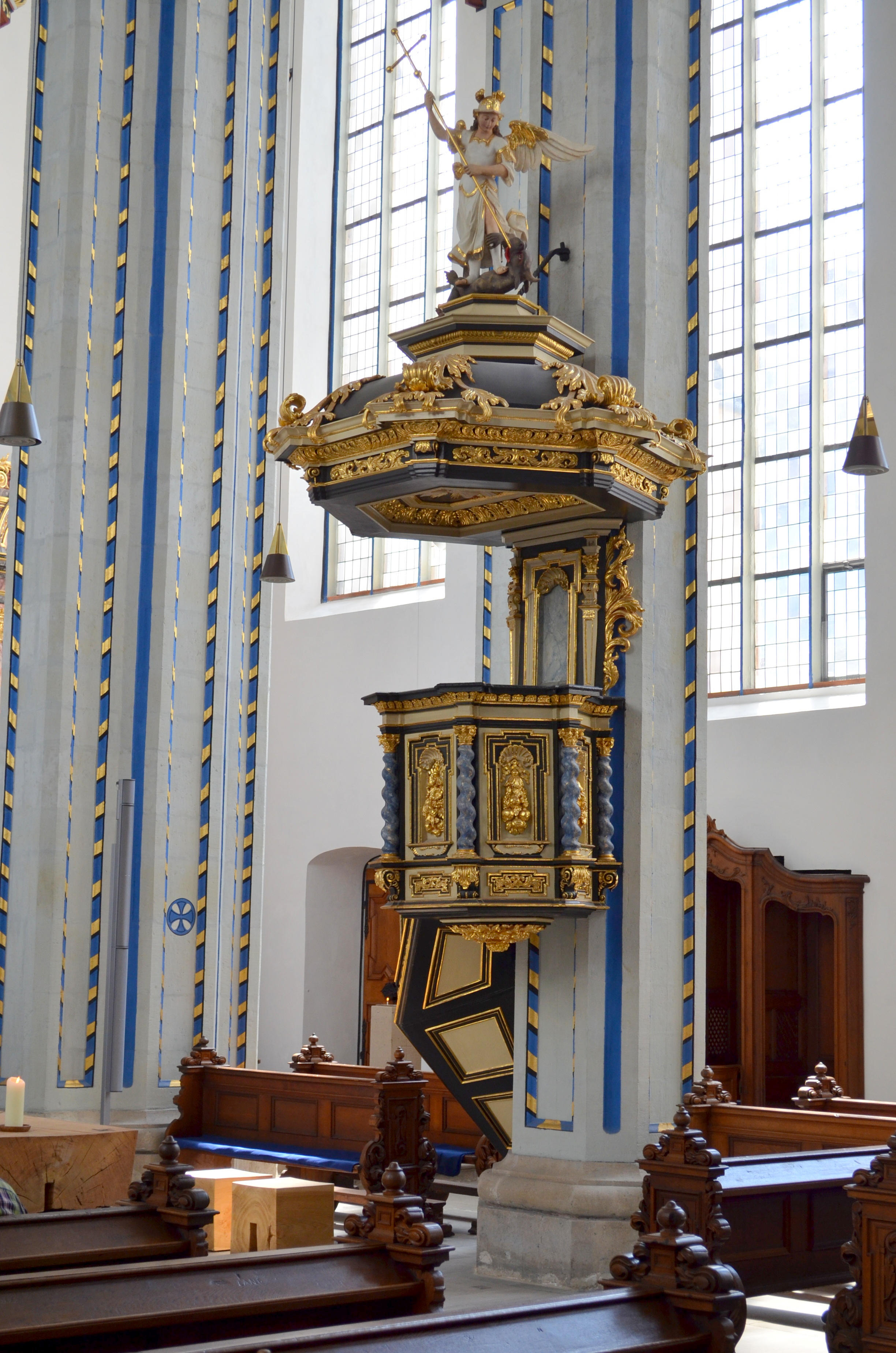
Kansel
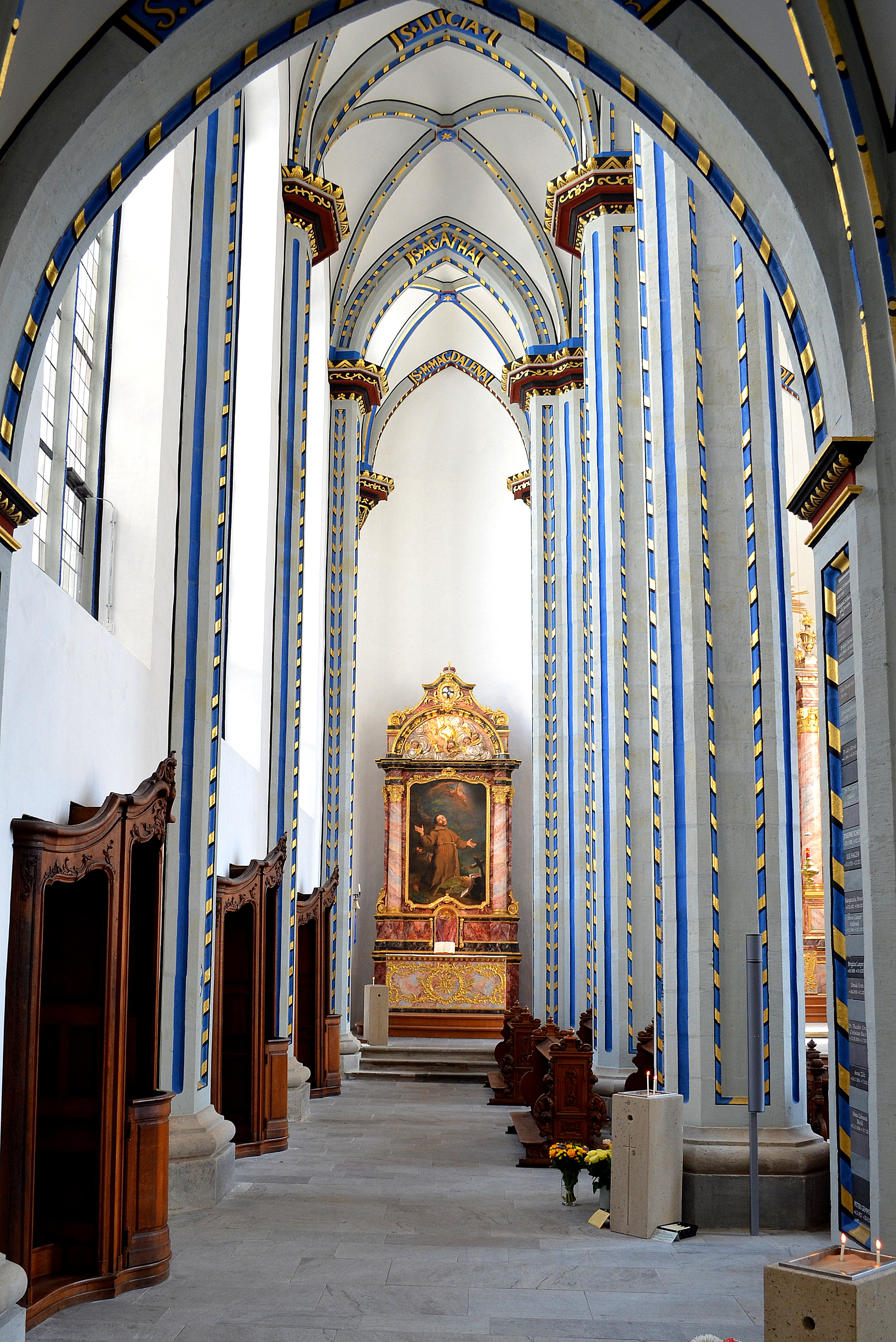
linker zijschip
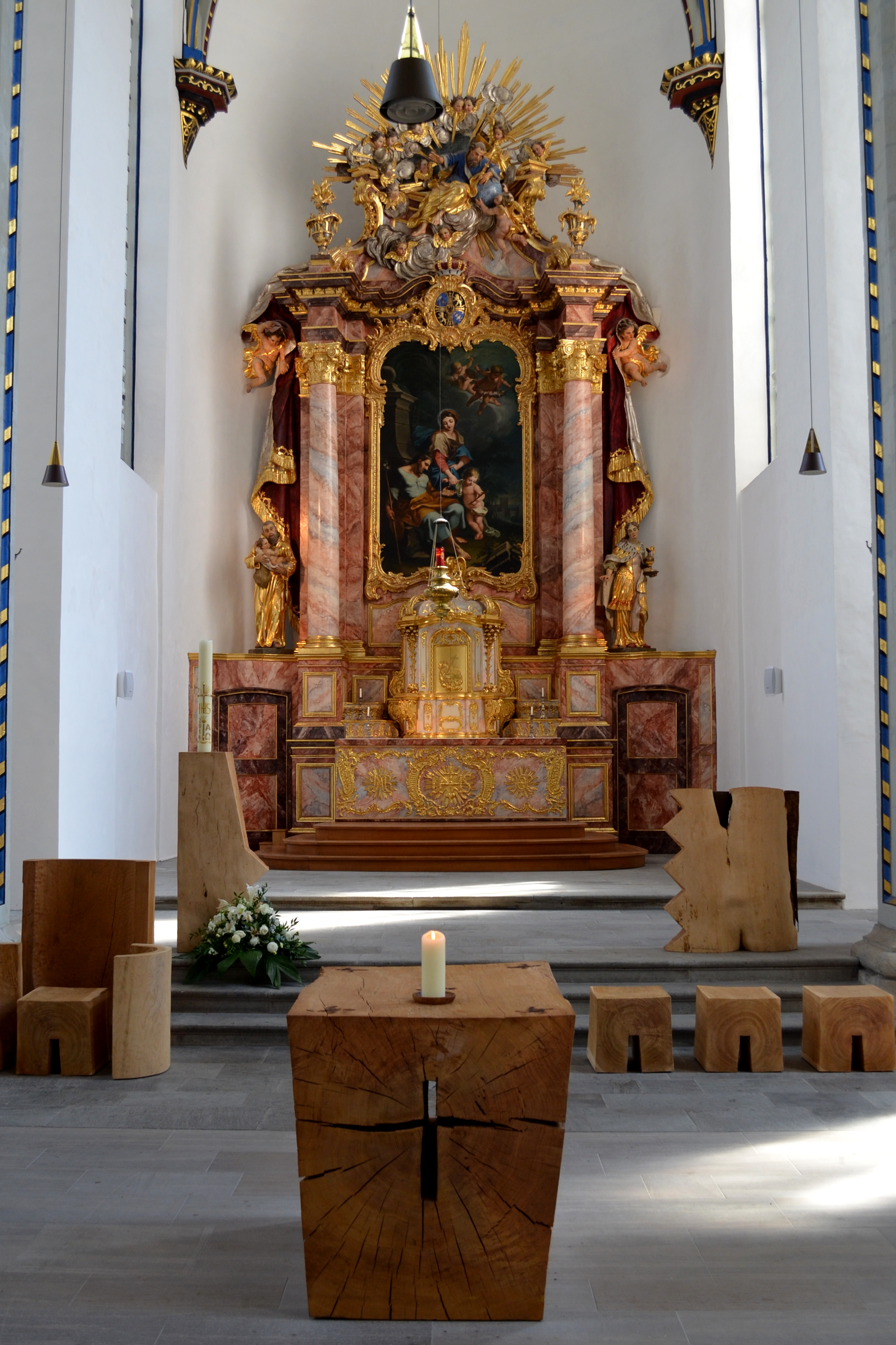
Hoogaltaar
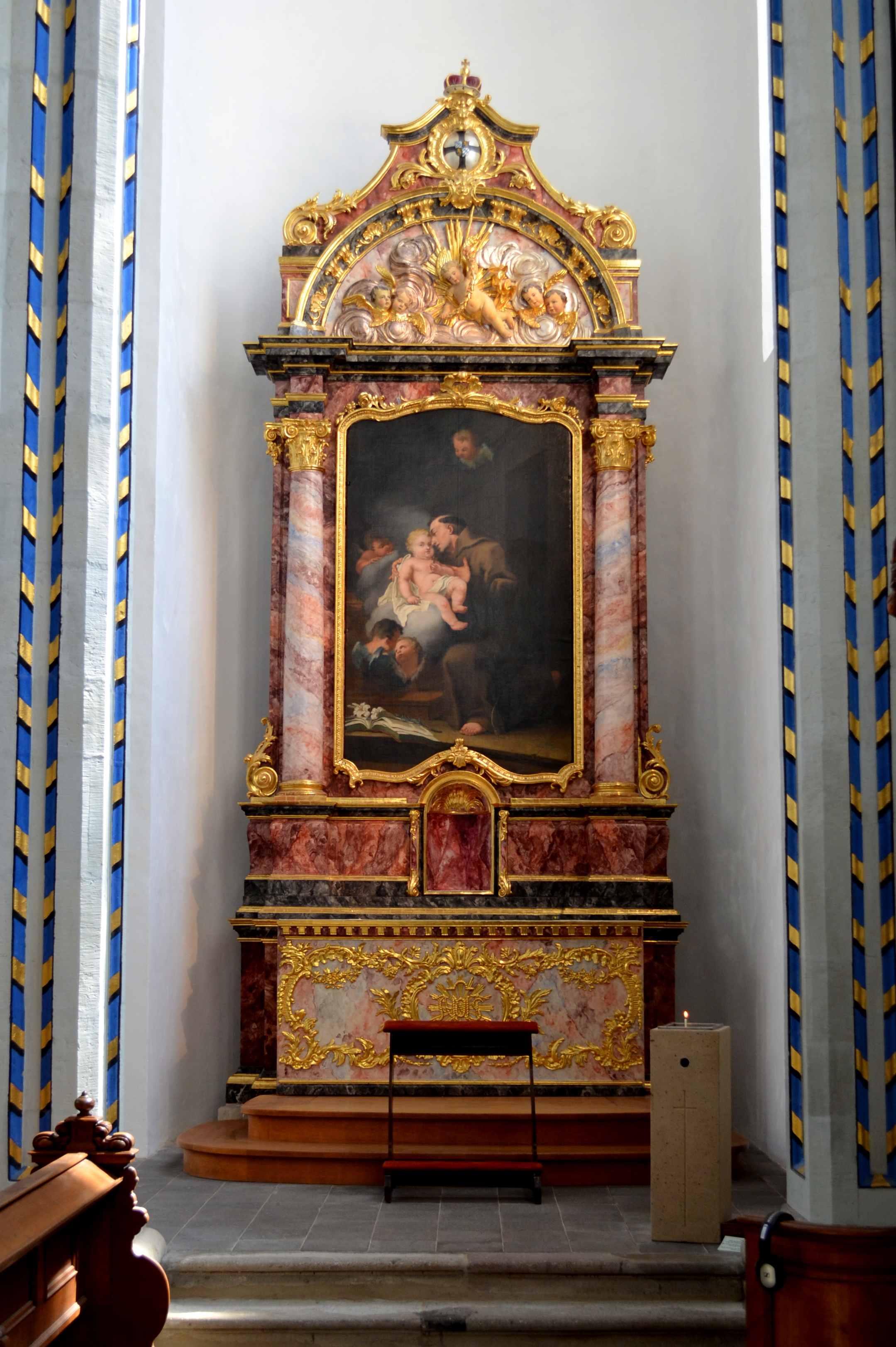
Rechter zijaltaar
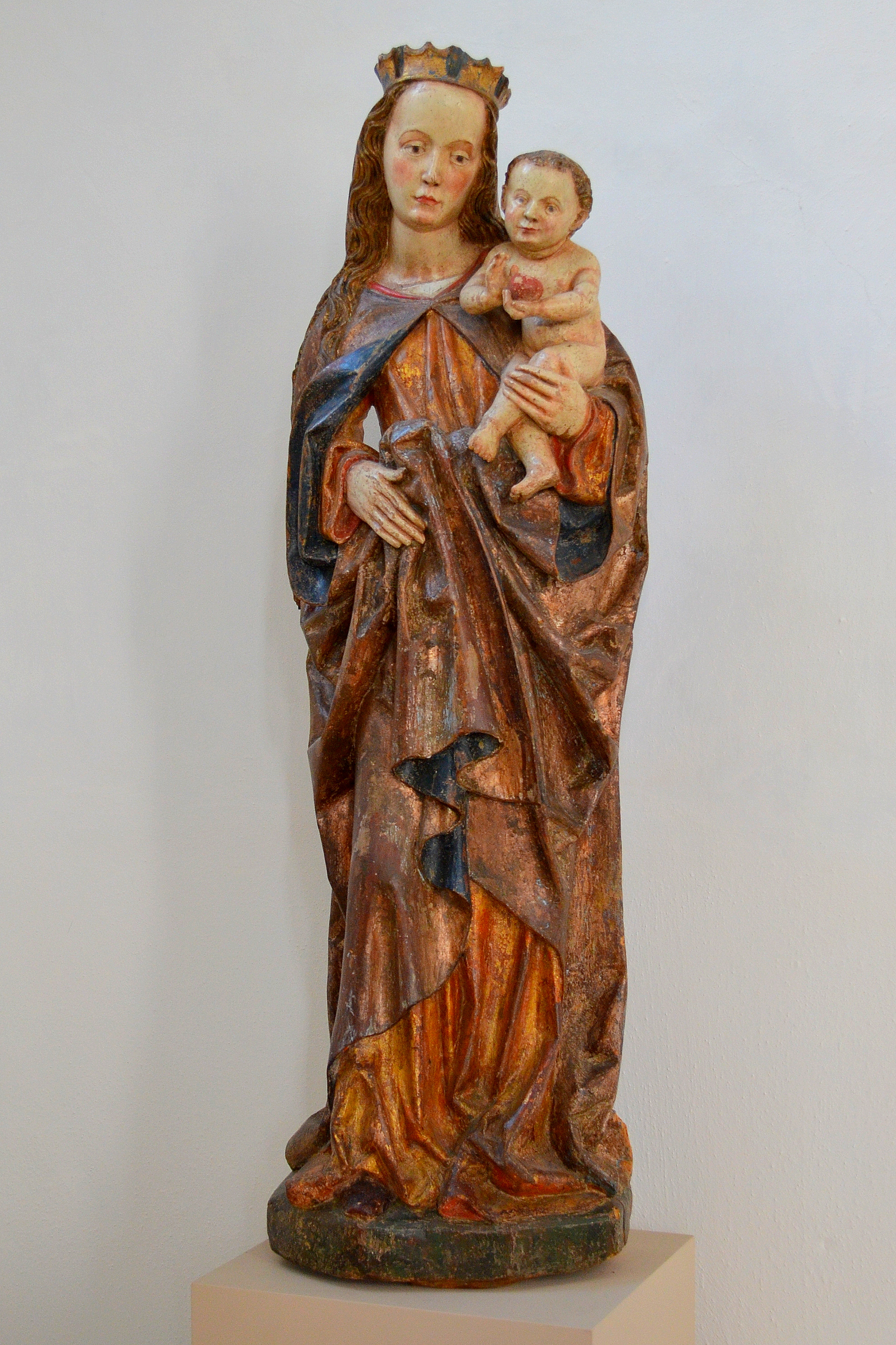
Madonnabeeld
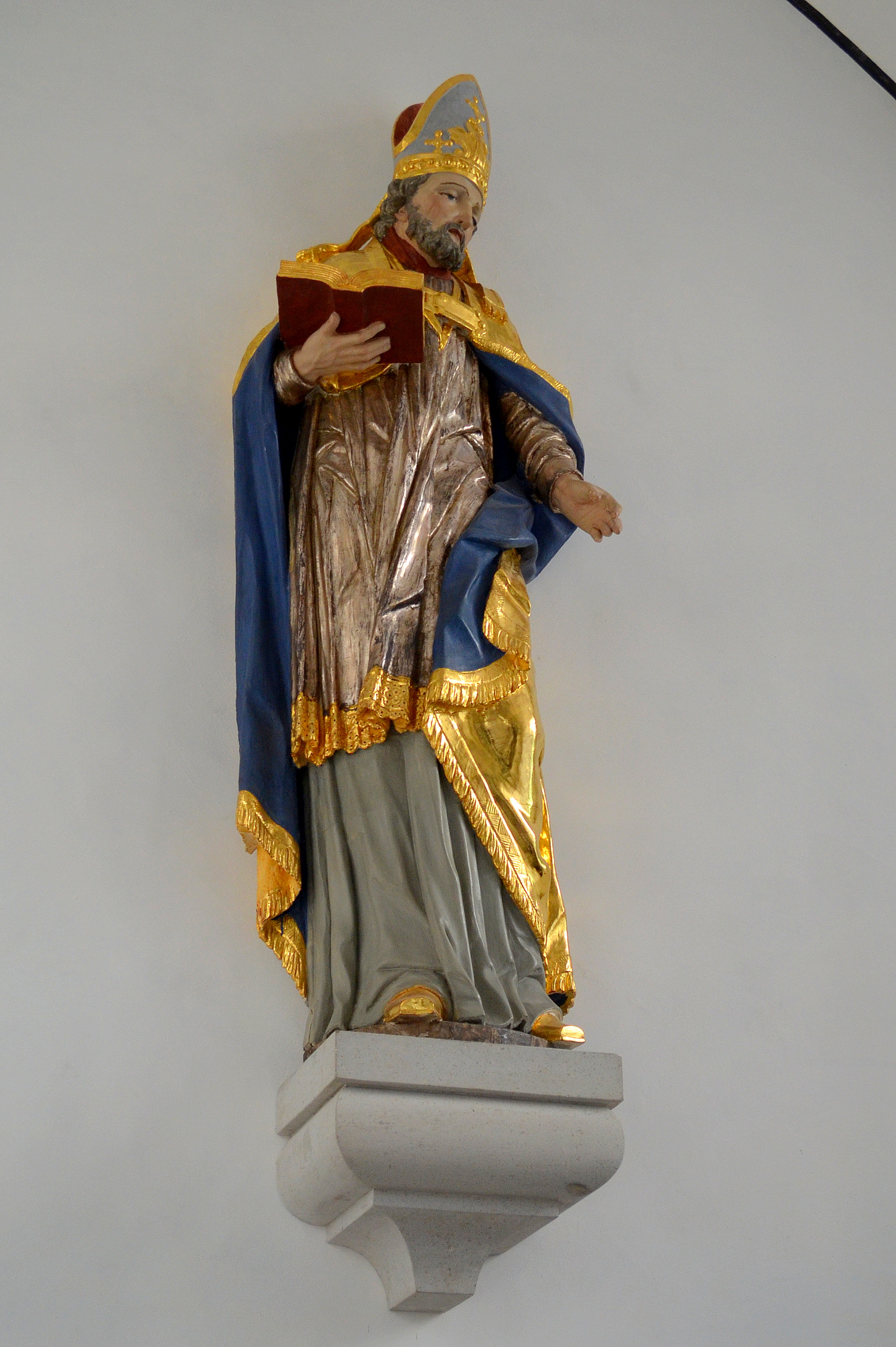
Barok beeld